# Maker’s Mark

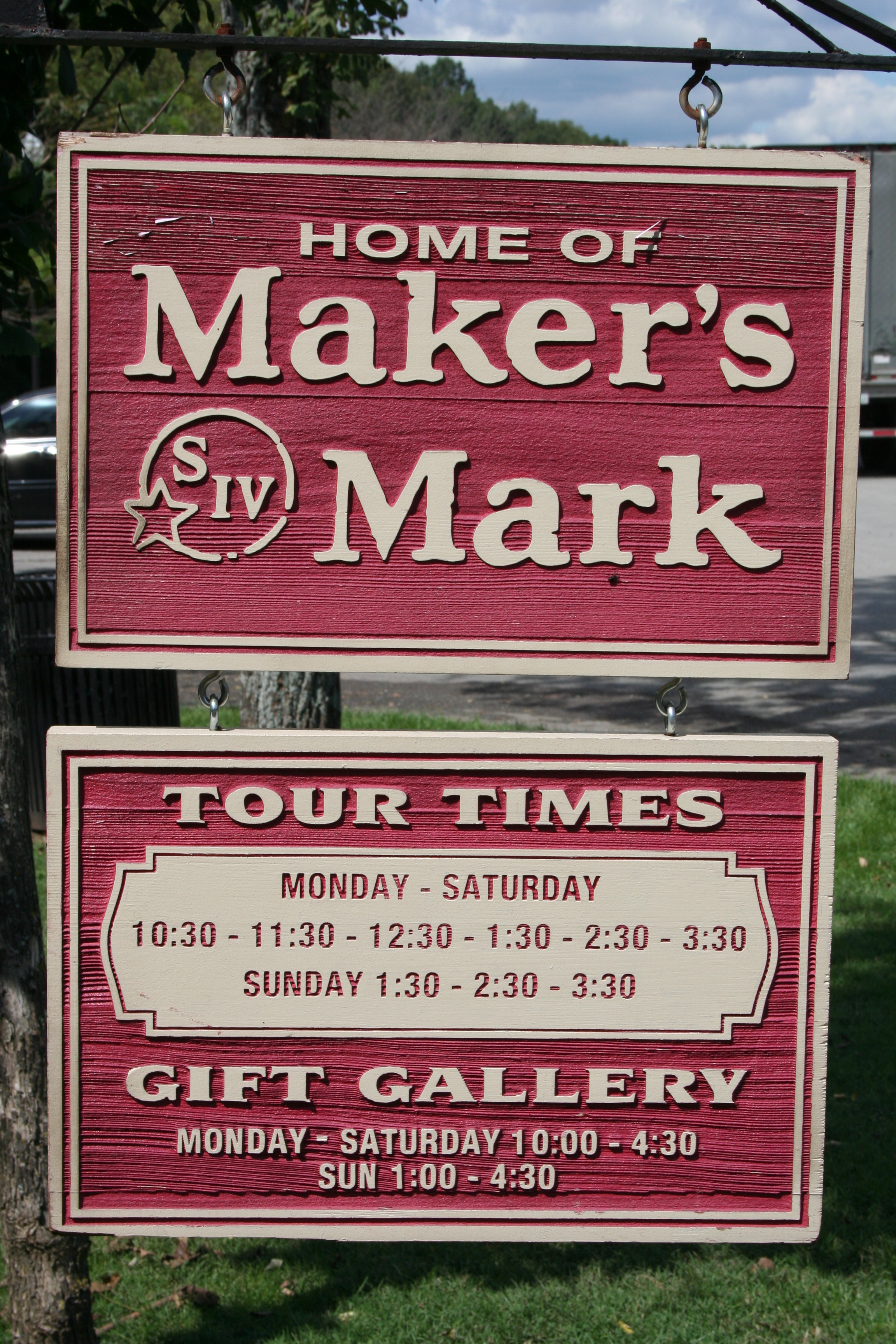
Willkommensschild mit Logo

Ansicht auf dem Produktionsgelände

Maker's Mark Kentucky Straight Bourbon Whisky

Maker’s Mark ist ein Kentucky Straight Bourbon Whisky, der seit 1959 in der Maker’s-Mark-Brennerei (hervorgegangen aus der Star Hill Farm) in Loretto, Kentucky produziert wird. Der Betrieb wird zurzeit von Bill Samuels jun. geleitet. Maker’s Mark gehört zum US-amerikanischen Getränkekonzern Beam Suntory.
Die Rezeptur des Maker’s Mark Bourbons entwickelte Bill Samuels sen. im Jahr 1953 zusammen mit dem als „Whiskeypaten“ geltenden Pappy Van Winkle. Maker's Mark unterschied sich damals deutlich in Flaschendesign, Maischemischung und Marketing (auch durch die schottische bzw. kanadische Schreibweise „Whisky“ auf dem Flaschenetikett) von anderen Marken und war zudem auch deutlich teurer als andere amerikanische Whiskeys. Er gehört zu den wenigen Bourbons, in denen Weizen statt Roggen die Grundmischung aus Mais und gemälzter Gerste ergänzt.

## Herstellung
Für die Herstellung von Maker’s Mark wird eine Maische mit 70 Prozent Mais verwendet, die verbleibenden 30 Prozent entfallen auf gemälzte Gerste und Winterweizen. Im Gegensatz zu fast allen anderen Brennereien Kentuckys wird bei Maker’s Mark kein Roggen verwendet, was für ein mildes Aroma sorgt. Weitere Unterschiede finden sich im Herstellungsprozess. So wird zum einen das Getreide nicht, wie sonst allgemein üblich, gemahlen, sondern in einer speziellen Rollenmühle gequetscht. Diese Vorgehensweise ist schonender für das Korn, da es sich nicht so stark erhitzt und sich so der natürliche Geschmack nicht verändert. Weiterhin wird beim Kochen des Getreides kein Druckverfahren angewendet, da Weizenmaische diese im Gegensatz zu Roggenmaische, nicht unbeschadet überstehen würde. Dadurch verlängert sich der Kochvorgang auf etwa 8 Stunden. Die bis zu 78 Stunden dauernde Gärung findet in circa 100 Jahre alten Fermentern aus Zypressenholz statt. Nach der Gärung folgt wie branchenüblich die zweifache Destillation und schließlich die vier- bis siebenjährige Reifung. Wie bei allen Bourbons findet diese in ausgekohlten Fässern aus Amerikanischer Weißeiche statt.

## Geschichte
Die Geschichte von Maker's Mark nachzuvollziehen ist schwierig. Herkunft und Tradition spielen seit Jahrzehnten eine wichtige Rolle im Marketing der Marke, so dass kaum mehr zu unterscheiden ist, was Unternehmensgeschichte ist und was durch Marketing später ausgeschmückt oder weggelassen wurde. Die 1889 gegründete Brennerei leitet seit fünf Generationen die Familie Samuels. Dabei stand sie mehrere Jahrzehnte still, bis Bill Samuels sie Anfang der 1950er wieder herrichten ließ. Bill Samuels war vorher als Minderheiteneigentümer in der T.W Samuels Brennerei tätig. Als Haupteigentümer Robert Block, ein Schwiegersohn von Isaac Wolfe Bernheim die Brennerei 1943 verkaufte, war Samuels aus dem Geschäft und arbeitete mehrere Jahre als Bäcker.
Das Rezept für Maker's Mark stammt höchstwahrscheinlich von Pappy Van Winkle, der eng mit Samuelson befreundet war und Bourbon mit Weizenmaische als erster in größerem Stil in den USA produzierte.
Maker’s Mark kam 1959 auf den Markt und brach mit vielen der damaligen Konventionen. Die Flasche hatte ein anderes Design, das Label war minimalistisch und das Wachssiegel war ungewöhnlich. Eine Maische mit einem so hohen Weizenanteil ist bis heute eine Rarität unter Whiskeys. Vor allem aber wurde Maker's Mark preislich über allen Mitbewerbern positioniert und war so der erste Premium-Whiskey der USA in der Nachkriegszeit. Während Bourbon damals als Getränk für Arbeiter galt und Premiumpreise für Cognac oder Scotch aufgerufen wurden, warb Maker’s Mark offensiv damit, dass es so teuer war, weil die besondere Herstellung diesen Preis verlangte. Die erste Kampagne, die Maker's Mark von 1965 für ein Jahrzehnt führte, hatte den Slogan „It tastes expensive.. and is“'. Bis in die 1970er Jahre hinein war Maker’s Mark am Markt kaum bekannt und galt in der Industrie eher als Hobby reicher Inhaber denn als echter Marktteilnehmer. Der Durchbruch kam 1980. Das Unternehmen hatte es durchgesetzt, dass Maker’s Mark auf Flügen bestimmter Airlines ausgeschenkt wurde, was wiederum die Neugier des Wall Street Journals erweckte, das dem Unternehmen 1980 eine lange Geschichte widmete.
Mit dem Artikel begann ein landesweites Interesse am Whiskey, das bis heute anhält.
Die in den Farben Rot und Braun gehaltenen restaurierten Holzgebäude der Brennerei stammen aus der Zeit vor dem amerikanischen Sezessionskrieg.

## Produktionsmenge und Sorten
Pro Tag werden bei Maker’s Mark rund 40 Fässer Whisky hergestellt, dies entspricht etwa 4000 Litern. Die Abfüllung erfolgt nach Ablauf der Lagerzeit in sich nach unten verjüngenden, bauchig-eckigen Flaschen (überwiegend 0,7 l, seltener auch 1,0 l, für Amerika auch 1/2 Gallon, was ungefähr 1,89 l entspricht). Die Flaschen werden manuell mit Wachs versiegelt, das am Flaschenhals herunterläuft. Diese Versiegelung ist von Makers's Mark als Markenzeichen geschützt. Neben dem Hauptprodukt, für das rotes Wachs verwendet wird (Red Seal), gibt es auch Varianten mit schwarzem (Black Seal) und goldenem Wachssiegel (Gold Seal) sowie von Zeit zu Zeit Sonderabfüllungen in sehr kleinen Mengen. Der Maker’s Mark Red Seal verfügt nach der Abfüllung über einen Alkoholgehalt von 45 % Vol. Die anderen beiden Sorten haben einen höheren Alkoholgehalt.

## Produktionsstandort und Vertrieb
Wie bei allen größeren Bourbon-Destillerien der USA kann die Destillerie besucht und besichtigt werden. Der Gebäudebestand und die Produktionsanlagen (Gebäude, Gärung, Lagerung) sind weitgehend im historischen Originalzustand. Die eigentliche Lagerung der Fässer findet allerdings an verschiedenen Standorten in Kentucky statt, die größtenteils nicht besichtigt werden können.
Besonders großen Erfolg hat das Produkt in Japan. In Deutschland ist Maker’s Mark Whisky seit 1988 erhältlich.
2014 betrug der Umsatz (USA) 50,7 Millionen US-Dollar, was dem 9. Rang im Whiskeybereich entspricht. Der Marktanteil nach Flaschen (USA) betrug 1,6 Prozent.